# Rebecca Holden

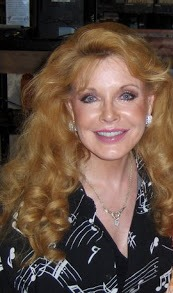
Rebecca Holden (2009)

Rebecca Holden (* 12. Juni 1958 in Dallas, Texas) ist eine US-amerikanische Filmschauspielerin, Fernsehproduzentin, Sängerin und Fotomodell.

## Leben
Holden begann 1975 ihre Karriere an der Universität von Denton, wo sie am Klavier ausgebildet wurde. Danach zog sie nach New York City, um ihr Gesangsstudium fortzusetzen. Hier wurde sie allerdings von einem Talentscout entdeckt, der sie für eine Parfümmarke als Model verpflichtete.
Holden trat daraufhin in weiteren Werbespots auf und war auf diversen Titelseiten von Zeitschriften zu sehen. 1980 übersiedelte sie nach Hollywood, wo sie im selben Jahr drei Fernsehrollen erhielt, unter anderem in einer Episode der Sitcom Herzbube mit zwei Damen (Three’s Company). Es folgten weitere Gastauftritte in Fernsehserien, darunter Love Boat, Magnum, Remington Steele, Quincy, Mike Hammer und Matt Houston. Ihre bekannteste Rolle war jene als Chefmechanikerin April Curtis in der gesamten zweiten Staffel der Actionserie Knight Rider.
Ende der 80er Jahre zog sie sich aus dem Filmgeschäft zurück und konzentrierte sich bald darauf nur mehr auf das Singen. Sie trat zwar noch in einigen Filmen als Sängerin auf, doch bevorzugte sie es, live aufzutreten. Ihre Stilrichtung ist das Singen von Countrysongs. Seit Mitte der 2010er-Jahre ist sie aber wieder vermehrt, auch in anderen Rollen, in Filmen und Fernsehserien zu sehen.
Gleichzeitig engagiert sich Holden für wohltätige Organisationen, darunter auch die Special Olympics.
Heute lebt Holden in Los Angeles. Sie war kurzzeitig mit dem Filmschauspieler Bob Vassallo verheiratet; die Ehe wurde jedoch geschieden. Sie hat keine Kinder.
In den Jahren 2004/2005 war sie Ausführende Produzentin von zwei Fernsehshows. Gleichzeitig setzt sie ihre Gesangskarriere fort.

## Filmografie

### Filme
- 1980: Police Story – Immer im Einsatz: Das Leben einer Polizistin (Police Story: Confessions of a Lady Cop, Fernsehfilm)
- 1982: Yogoreta eiyû
- 1983: Venice Medical (Fernsehfilm)
- 1983: Johnny Blue (Fernsehfilm)
- 1988: The Sisterhood
- 1989: Loverboy – Liebe auf Bestellung (Loverboy)
- 1991: Twenty Dollar Star
- 1992: The Hollywood Beach Murders
- 1999: Foolish
- 1999: Lycanthrope
- 2001: Knight Chills
- 2001: Outlaw Prophet
- 2005: Jane Doe: The Wrong Face (Fernsehfilm)
- 2005: From Venus
- 2009: The Book of Ruth: Journey of Faith
- 2015: The Hand Job (Kurzfilm)
- 2016: The Hollywouldn’ts

### Fernsehserien
- 1980: B.A.D. Cats (eine Folge)
- 1980: Herzbube mit zwei Damen (Three’s Company, eine Folge)
- 1980: Hart aber herzlich (Hart to Hart, eine Folge)
- 1981: House Calls (eine Folge)
- 1981: Happy Days (eine Folge)
- 1981: Magnum (Magnum, p.i., eine Folge)
- 1981: Enos (eine Folge)
- 1981: Barney Miller (eine Folge)
- 1981–1984: Love Boat (The Love Boat, 2 Folgen)
- 1982: Taxi (eine Folge)
- 1982: Private Benjamin (eine Folge)
- 1982: Too Close for Comfort (eine Folge)
- 1982: Quincy (Quincy, M. E., eine Folge)
- 1982: Die nackte Pistole (Police Squad!, eine Folge)
- 1982: T. J. Hooker (eine Folge)
- 1983: Matt Houston (2 Folgen)
- 1983–1984: Knight Rider (19 Folgen)
- 1984: Der Ninja-Meister (The Master, eine Folge)
- 1984: Mike Hammer (Mickey Spillane’s Mike Hammer, eine Folge)
- 1985: Hollywood Beat (eine Folge)
- 1986: Harrys wundersames Strafgericht (Night Court, eine Folge)
- 1986: Remington Steele (eine Folge)
- 1987: General Hospital (11 Folgen)
- 1988: CBS Summer Playhouse (eine Folge)
- 2017: All Wrong (2 Folgen)
- 2017: Baskets (eine Folge)
- 2021: Vice Squad: LA (2 Folgen)